# 八洲学園大学
八洲学園大学（やしまがくえんだいがく、英語: Yashima Gakuen University）は、神奈川県横浜市西区桜木町7丁目42番地に本部を置く日本の私立大学。2004年創立、2004年大学設置。大学の略称は特になし。

## 概要

### 大学の概要
2004年に開学、「日本初のインターネット大学」と称している。大学通信教育の課程のみを置く。
面接授業のほかメディアを利用して行う授業の科目を多く開講しており、いわゆるeラーニングとなるメディアを利用して行う授業と、印刷教材等による授業（大学では「テキスト授業」と称する）のみで面接授業を受けることなく卒業要件を満たす単位の修得が可能である。八洲学園大学では面接授業、メディアを利用して行う授業の2種を併せて「スクーリング授業」と称している通り、スクーリング授業の科目はどちらでも受講できる。
2025年3月末日時点で、1,326名の卒業生と2,000名以上の資格取得者を輩出している。
法人名・校名について『「八洲（やしま）」とは、古事記や日本書紀に出てくる日本を指す古い言い方で、日本が八つの島（洲）からできていたことに由来する。』としている

### 建学の精神
『「教育の原点は家庭である」ことに基づいた、家庭教育、学校教育、社会教育の融合を図り、もって生涯学習社会を実現すると同時に、すべての人が高等教育の機会を得られることに貢献する』としている。

## 教育

### 生涯学習学部 生涯学習学科
生涯学習学部生涯学習学科一学部一学科の単科大学である。『生涯学習とその支援についての研究を行い、その成果を生かした教育を通して、生涯学習社会の実現に貢献しうる課題発見・解決能力、実践力を培い、その基盤となる豊かな人間性の育成を目標』としている。
年間約200科目を開講し、基礎科目・専門科目に振り分けられた科目の中から好きな科目を履修できる（履修条件や卒業要件あり）。なかでも専門科目は「生涯学習支援系」「生涯マネジメント系」「人間力創造系」の3系統に分類し、関心のある系統の科目を深めることが可能。

### 取得できる資格
- 国家資格
  - 図書館司書
  - 学芸員
  - 社会教育主事
  - 社会福祉主事
  - 学校図書館司書教諭

- 独自のプログラム
  - 学校図書館専門職養成 基礎プログラム（文部科学省が定める 「学校司書のモデルカリキュラム」の対応プログラム）
  - 学校図書館専門職養成 応用プログラム

### サポート体制
全国にいる学生のサポートとなるため、サポート体制は電話・メールが主となるが、来校でのサポートも行う。
- 入学支援相談センター（入学前の相談全般。ネット上で入学説明会なども実施）[4]
- 学生支援センター（入学から卒業、資格取得まで学生生活全般。学習システム上で説明交流会も実施）[5]
- キャリアコーディネート室（在学中、卒業後の就転職全般。面接対策等を学習システム上で指導）[6]

## 地域とのかかわり

### 公開講座
生涯学習社会の実現を目指して、多数の講座開設と社会連携の推進を行う。インターネットを通じてだれでも気軽に受講が可能。

### 附属図書館
約90席の学習用の机・椅子の他、ソファなどくつろげるスペースを用意（無線LANも完備）。一般開放もしており、受付時間内であれば誰でも利用することができる。

### 貸し会議室
地域貢献の一環として、教室を「貸し会議室」としての提供を行っている。

## 学長
- 水戸部優子（宝塚歌劇団時代の芸名は真汐薪）

## 主な卒業生
- 大門裕子 - 演歌歌手
- 市川沙央 - 芥川賞受賞作家

## その他

### 大学認証評価の結果
日本の大学は学校教育法（第109条第2項）によって、文部科学大臣の認定を受けた認証評価機関から、定期的に「認証評価」を受けることが義務づけられている。令和6年度に文部科学大臣認定の認証評価期間である公益財団法人日本高等教育評価機構による大学機関別認証評価を受け、同機関が定める大学評価基準を満たしているという認定を受けた。